# Hennes Kungliga Höghet Hertiginnans av Dalarnas hovstat
Hennes Kungliga Höghet Hertiginnans av Dalarnas hovstat var en enhet inom de svenska kungliga hovstaterna som ansvarade för Teresia av Sachsen-Altenburgs officiella program.

## Historik
Hennes Kungliga Höghet Hertiginnans av Dalarnas hovstat var en hovstat för Teresia av Sachsen-Altenburg, som bildades under 1880-talet.

## Anställda

### Hovfröknar
- 1888–1905: Ebba Leijonhufvud[1]
- 1889–1905: Elisabet von Essen[1]

### Hovmarskalk
- 1899–1905: Gustaf Toll[1]

### Kammarherrar
- 1891–1905: Fredrik von Essen[1]
- 1895–1905: Adam Lewenhaupt[1]

### Läkare
- 1888–1905: Mårten Sondén[1]